# Donacia aureocincta
Donacia aureocincta là một loài bọ cánh cứng trong họ Chrysomelidae. Loài này được Sahlberg miêu tả khoa học năm 1921.